# Črnotiče
Črnotiče (wł. Cernotti) – wieś w Słowenii, w gminie miejskiej Koper. 1 stycznia 2018 liczyła 79 mieszkańców.